# Blues (album)
Blues kompilacijski je album američkog glazbenika Jimija Hendrixa, postumno objavljen 1994. godine od izdavačke kuće MCA Records.

## O albumu
Album sadrži jedanaest blues pjesama koje je u razdoblju od 1966. do 1970. godine snimo Jimi Hendrix. Od jedanaest skladbi osam ih je prethodno neobjavljeno. Sedam kompozicija potpisuje Hendrix, a kompilacija sadrži obrade poznatih blues skladbi "Born Under a Bad Sign" (William Bell i Booker T. Jones) i "Mannish Boy" (Muddy Waters) te Hendrixov uživo akustični instrumental "Hear My Train a Comin'". Većina materijala sastoji se od studijskih snimaka koje Hendrix nikada nije namjeravao objaviti.
Blues je objavljen 1994. godine te je pokupio odlične kritike i zabilježio veliki komercijalni uspjeh, prodavši se u preko 500.000 primjeraka u prve dvije godine. Dana 6. veljače 2001. godine album dobiva platinastu nakladu Recording Industry Association of Americaref. Album je ponovno objavljen na vinilu 1998. godine Classic Recordsa

## Glazba
Uvodna skladba je "Hear My Train A-Comin'" (ili (od Hendrixa) "Getting My Heart Back Together Again"), koju je Hendrix često uživo izvodio na koncertima, posebno 1969. i 1970. godine. Verzija s albuma snimljena je u studiju za potrebe filma See My Music Talking, a kasnije 1973. godine uključena je u dokumentarni film o Jimiju Hendrixu na popratnom LP-u. Posljednja pjesma na albumu Blues ja "Hear My Train a Comin" koja je uživo izvedena 30. svibnja 1970. godine u Berkeley Community Theateru, a prethodno je objavljena 1971. godine na albumu Rainbow Bridge. Ova verzija "Hear My Train a Comin" nalazi se i na albumu Midnight Lightning, objavljenog 1975. godine, a studijska obrada iz veljače 1969. izašla je na box setu The Jimi Hendrix Experience, 2000. godine.
"Born Under a Bad Sign" instrumentalna je skladba Alberta Kinga (u izvedbi sastava Band of Gypsys). Skladba "Red House" je izvorna mono verzija preuzeta s albuma Are You Experienced objavljenog za europsko tržište. "Catfish Blues" dolazi s nizozemskog TV nastupa u emisiji Hoepla.
"Voodoo Chile Blues" je još jedna kreacija producenta Alana Douglasa, koji koristi snimke prije nego što je završena pjesma "Voodoo Chile" za vrlo hvaljeni album Electric Ladyland iz 1968. godine. Pjesma se sastoji od dvije različite verzije koje su obradom spojene u jednu. "Mannish Boy" zapravo je obrada Muddy Watersove pjesme "Mannish Boy" i Bo Diddleyeve "I'm a Man". "Once I Had a Woman" nešto je duža obrada Hendrixove spore blues verzije pjesme. "Bleeding Heart" cover je skladba od američkog blues gitariste Elmora Jamesa, koju izvodi sastav Band of Gypsys. "Electric Church Red House" snimljena je 1968. godine u TTG studiju s Leejom Michaelom na orguljama.

## Popis pjesama
Sve pjesme napisao je Jimi Hendrix, osim gdje je to drugačije naznačeno.
| Br. | Skladba                                      | Autor                                    | Trajanje |
| --- | -------------------------------------------- | ---------------------------------------- | -------- |
| 1.  | »Hear My Train a Comin'« (akustična, uživo)  | Jimi Hendrix                             | 3:05     |
| 2.  | »Born Under a Bad Sign« (instrumental)       | Booker T. Jones, William Bell            | 7:37     |
| 3.  | »Red House«                                  | Hendrix                                  | 3:41     |
| 4.  | »Catfish Blues«                              | tradicionalna, Hendrix                   | 7:46     |
| 5.  | »Voodoo Chile Blues«                         | Hendrix                                  | 8:47     |
| 6.  | »Mannish Boy«                                | Muddy Waters, Mel London, Ellas McDaniel | 5:21     |
| 7.  | »Once I Had a Woman«                         | Hendrix                                  | 7:49     |
| 8.  | »Bleeding Heart«                             | tradicionalna, Hendrix                   | 3:26     |
| 9.  | »Jelly 292« (instrumental)                   | Hendrix                                  | 6:25     |
| 10. | »Electric Church Red House«                  | Hendrix                                  | 6:12     |
| 11. | »Hear My Train a Comin'« (električna, uživo) | Hendrix                                  | 12:08    |

## Povijest ljestvica
Billboard Music Charts (Sjeverna Amerika) – album Blues
- 1994. - Billboard 200 – #45
- 1994. - Top R&B/Hip-Hop Albums – #38
- 1995. - Top Blues Albums – #4

## Izvođači
| - Jimi Hendrix – električna gitara, vokal - Billy Cox – bas-gitara u skladbama "Born Under a Bad Sign", "Mannish Boy", "Once I Had a Woman", "Bleeding Heart", "Jelly 292" i "Hear My Train a Comin' (Electric)" - Noel Redding – bas-gitara u skladbama "Red House", "Catfish Blues" i "Electric Church Red House" - Buddy Miles – bubnjevi u skladbama "Born Under a Bad Sign", "Mannish Boy", "Once I Had a Woman", "Bleeding Heart" i "Electric Church Red House" - Mitch Mitchell – bubnjevi u skladbama "Red House", "Catfish Blues", "Voodoo Chile Blues", "Jelly 292", "Electric Church Red House" i "Hear My Train a Comin' (Electric)" - Jack Casady – bas-gitara u skladbi "Voodoo Chile Blues" - Steve Winwood – orgulje u skladbi "Voodoo Chile Blues" - Sharon Layne – orgulje u skladbi "Jelly 292" - Lee Michaels – orgulje u skladbi "Electric Church Red House" | Produkcija - Alan Douglas – producent - Bruce Gary – producent - Mark Linett – audio tehničar - Joe Gastwirt – audio mastering - Rob O'Connor – dizajn omota albuma - Richard Bull – slika, dizajn - Michael J. Fairchild – zabilješke |